# Jim McCann
James "Jim" McCann, född 26 oktober 1944, död 5 mars 2015, var en irländsk underhållare och  folkmusiker. Även om han tillbringat sina flesta år som soloartist, var McCann medlem i gruppen The Dubliners mellan 1974 och 1979. Han återförenades även med gruppen både 2002 och 2012, då de firade 40 respektive 50 år som grupp.
Jim McCann spelade som ung på mindre klubbar och gick 1965 med i en irländsk grupp vid namn Ludlow Trio. Då denna grupp splittrades efter ett par hitframgångar inledde McCann en solokarriär, där han både gav ut flera album samt deltog i såväl TV-shower med folkmusikinriktning som teaterföreställningar.
Luke Kelly bad Jim McCann i april 1974 att gå med i The Dubliners tillfälligt för att ersätta Ciarán Bourke som nyss hade blivit svårt sjuk. När Ronnie Drew lämnade gruppen för att satsa på en solokarriär stannade McCann kvar som fast medlem fram till 1979.
Jim McCann fortsatte att turnera som soloartist, förutom när han 2002 och 2012 deltog i The Dubliners’ jublileumskonserter. Det var under denna tid som han fick diagnosen strupcancer. Även när sjukdomen hade gjort att han inte längre kunde sjunga, stannade han ändå kvar med gruppen som gitarrist och fotograf tills han avled 5 mars 2015. 

## Discografi
| Solo - McCann (1967) - McCanned (1972) - Jim McCann (1980) - Live at the National Stadium (1982) - Grace & Other Irish Love Songs (1996) - From Tara to Here (1999) (Gold) - Greatest Hits (1999) - The Collection (2001) - Live at the Skagen Festival (2002) - By Request (2003) - Ireland's Greatest Love Songs (2003) - Seems Like a Long Time: A Jim McCann Retrospective (2004) - Live 2008 (2008) - The Best of Jim McCann (2015) | Samlingsalbum (med blandade artister) - Ireland's Greatest Hits (1987) - Legends of Irish Folk (2014) |

## Filmografi
- Reflections of Jim McCann – TV special
- The McCann Man – TV-serie
- Festival Folk – TV special
- My Ireland – TV special
- McCann & McTell – TV special

## Teater
- Gaels of Laughter (1968)
- Jesus Christ Superstar (1973) – Peter
- Joseph and the Amazing Technicolour Dreamcoat – Berättarröst